# Bernina Express
El Bernina Express és un tren turístic del Ferrocarril Rètic (RhB) (Viafer Retica en romanx, Rhätische Bahn en alemany i Ferrovia Retica, en italià). Juntament amb el Glacier Express constitueix una de les atraccions turístiques de Suïssa. Els trajectes pels quals circula aquest tren, la línia de l'Albula i la línia del Bernina, figuren des de 2008 en el catàleg del Patrimoni de la Humanitat de la UNESCO.

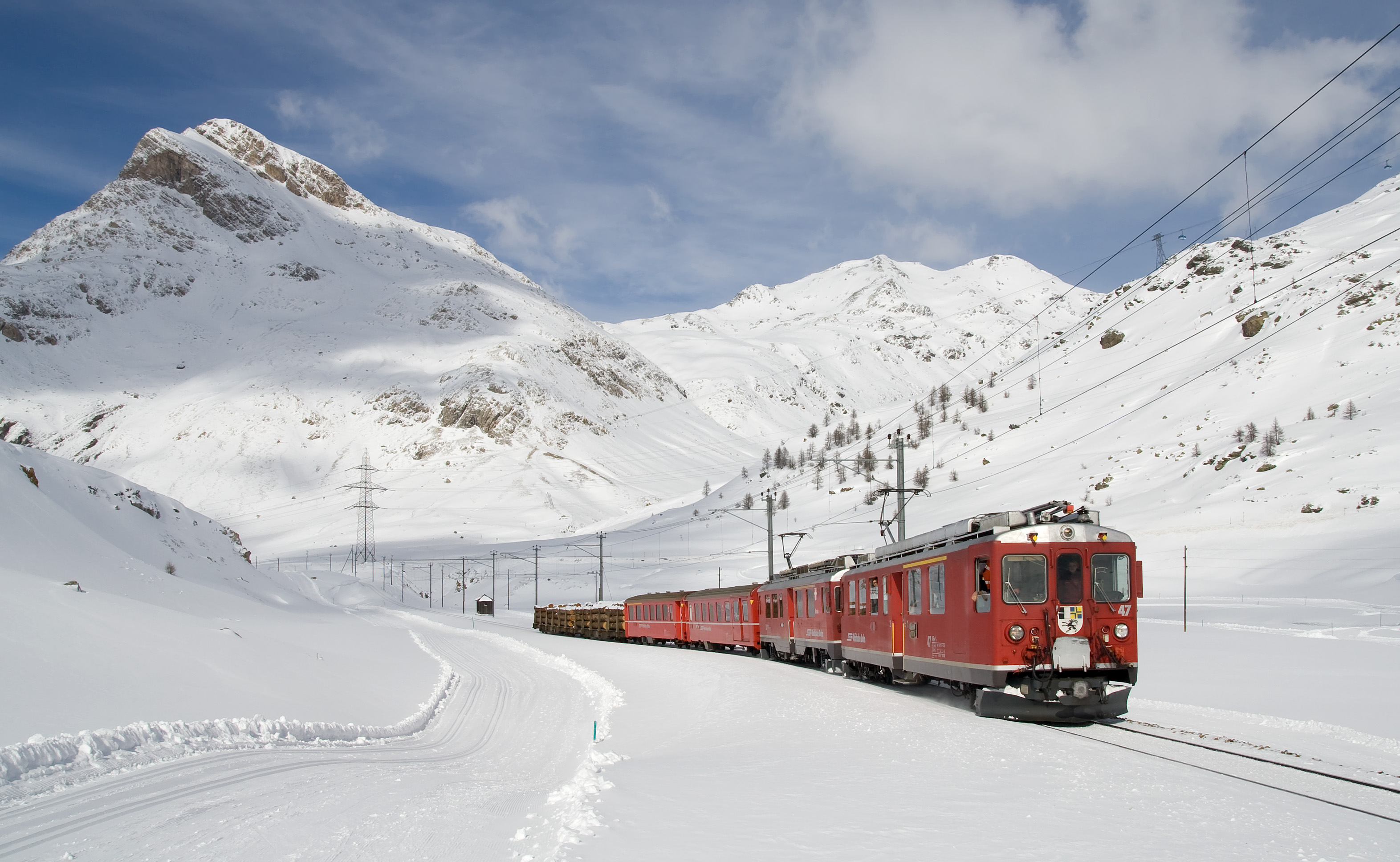
El Bernina Express prop d' Ospizio Bernina.

El Bernina Express comença a l'estació de Coira, a 585 msnm, en direcció a Thusis i recorre la línia de l`'Albula fins a Pontresina, on canvia l'alimentació de la catenària, passant de 11.000 V 16,7 Hz de corrent altern a 1000 V de corrent continu de la línia del Bernina. El traçat ascendeix fins a l'estació d'Ospizio Bernina a 2.253 msnm i descendeix després en nombroses corbes cap a Alp Grüm i Poschiavo. El final de la línia és l'estació de Tirano (Itàlia), només a 429 msnm. L'any 2013, el tren trigava 4 hores i 4 minuts per recórrer els 144 km que separen Coira de Tirano.

## Història
Degut a l'èxit obtingut amb el tren directe de Coira a Tirano, introduït el 1969, el Ferrocarril Rètic va crear el 1973 el Bernina Express. En els primers anys calia canviar de locomotora a l'estació de Samedan per les diferents tensions de la catenària, parada que també s'aprofitava per desacoblar els cotxes amb destinació a St. Moritz. A Samedan s'enganxava una locomotora de doble font d'energia tipus Ge 4/4, que arrossegava el tren amb tracció dièsel fins a Pontresina. En ocasió d'una remodelació de l'estació de Pontresina, es va habilitar una via per a la commutació del corrent, per la qual cosa el canvi de locomotora s'efectua en aquesta estació des de 1982.

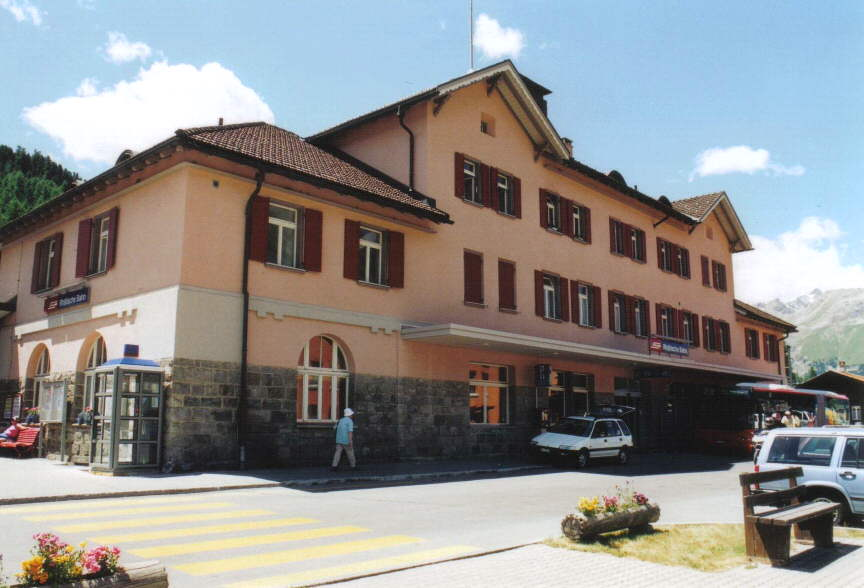
Estació del Ferrocarril Rètic a Pontresina.

Per satisfer l'augment de la demanda, el Ferrocarril Rètic va introduir el 1985 un segon parell de trens anomenats Bernina Express, als quals va seguir, el 1993, un servei ràpid entre St. Moritz i Tirano, que el 1995 va ser completat mitjançant un tren directe Landquart - Davos - Tirano, denominat al principi Heidiland-Bernina Express i, de 1999 a 2005, Heidi Express. Finalment, es va posar en servei el 2007 el Trenino rosso de Tirano a St. Moritz i tornada a la tarda, perquè els passatgers procedents d'Itàlia poguessin gaudir de dia de la línia del Bernina en un cotxe panoràmic. Aquests dos trens també duen el nom deferr Bernina Express des de 2008.